# Фокидский союз

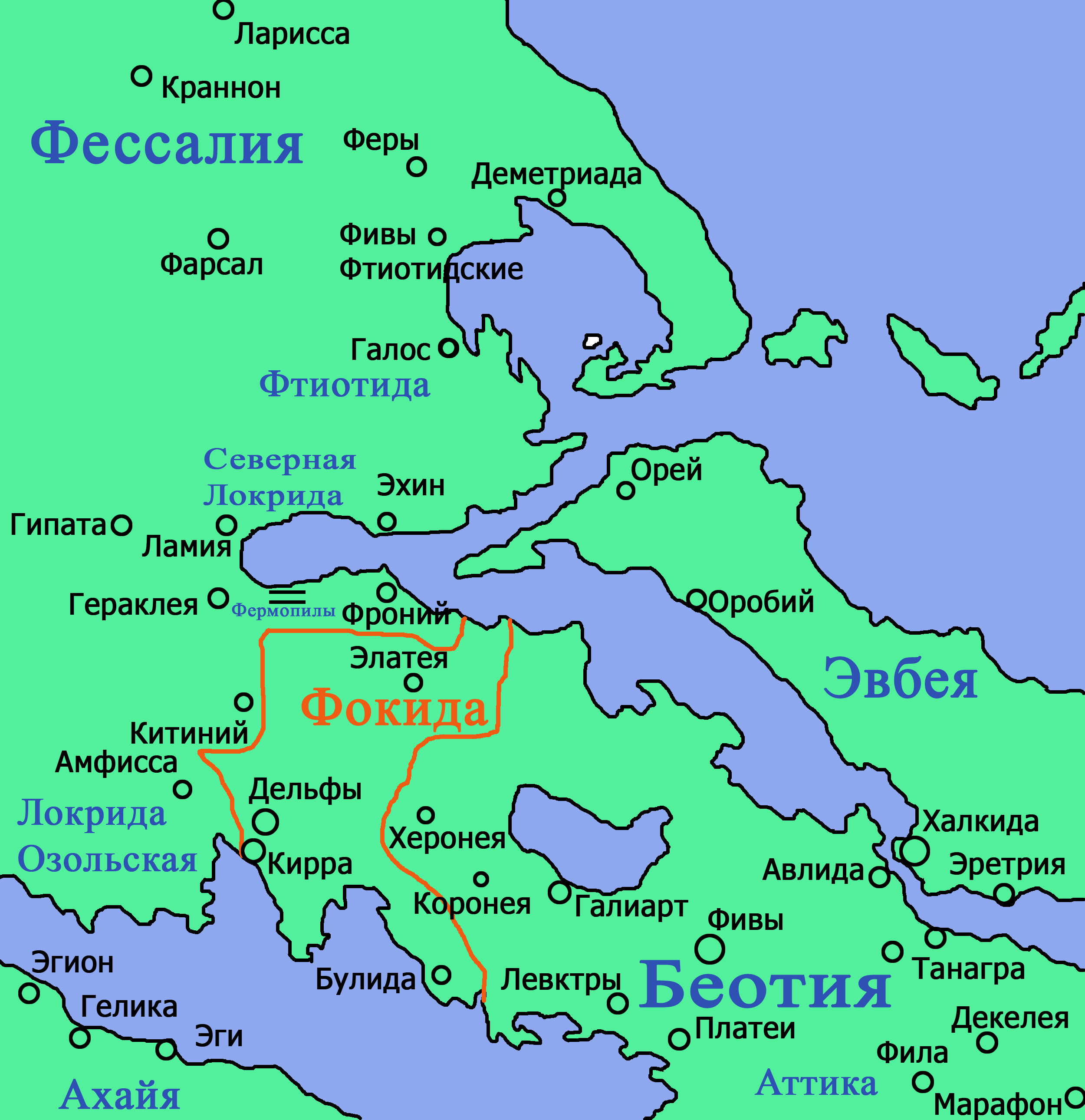
Фокидский союз

Фокидский союз (др.-греч. το κοινόν τών Φωκέων) — племенной союз фокидских городов, существовавший в V—II веках до н. э. Фокидский союз, как и другие племенные объединения Древней Греции раннего времени, являлся постоянным военно-политическим содружеством, цель которого состояла в коллективной обороне родственных полисов.

## Организация Фокидского союза
Как и во многих греческих племенных союзах, в фокидском союзе отсутствовала гегемония какого-либо полиса над другими. Города пользовались значительной автономией. Наиболее крупным городом была Элатея, которая стала местом расположения общесоюзных органов. В Фокидский союз кроме Элатеи входили также Лилея, Тифорея, Дельфы, Криса, Антикира, Трахин, Панопея, Давлида и ряд других городов.
Структура союза полностью сложилась уже ко времени Греко-персидских войн. Главным политическим органом Фокидского союза было общее собрание фокидян (синедрион), которое проходило в здании, называемом «Фокикон» близ Давлиды. Синедрион выносил наиболее важные решения о делах Союза, в особенности о войне и мире, выбирал и смещал общесоюзных должностных лиц. При необходимости созывалось общесоюзное войско под командованием двоих или троих стратегов.
Вместо нескольких стратегов в тяжёлые времена выбирался один стратег-автократор, который получал всю власть в союзе. Так, во время Третьей Священной войны Фокидский союз фактически управлялся династией стратега Филомела, все преемники которого находились с ним в родственных отношениях.
С VI века до н. э. Союз чеканил свою монету, на которой были выбиты буквы ΦΟ или ΦΟΚΙ, изображение быка в фас и профиль. Монеты чеканились по эгинскому стандарту, выпускались номиналом в три обола (47 г), полтора обола (24 г), обол (16 г) и полуобол (8 г). В более поздние периоды выпускались монеты с другой чеканкой. Так, в период стратегии Ономарха и Фалека на монетах чеканились их имена и изображение Аполлона.

## История Фокидского союза

### Древнейшие времена
Фокида была сравнительно отсталой областью Греции. Фокидские племена, жившие вдоль реки Кефис вначале единым племенным союзом, а потом — отдельными полисами, находились между сильными и развитыми Фессалийским и Беотийским союзами, оказывавшими сильное влияние на жизнь фокидян.
Наряду с другими племенами Средней и Северной Греции, фокидяне были учредителями Пилейско-дельфийской амфиктионии и даже претендовали на руководящую роль в Дельфах, располагавшихся на их территории. Однако этому помешала Фессалия, завоевавшая гегемонию в Средней Греции и подчинившая Фокиду. Фокидяне, воспользовавшись поражением фессалийцев в Беотии, восстали, изгнали их со своей территории и потом им успешно противостояли. Войны с фессалийцами способствовали упрочению Фокидского союза, реорганизовавшегося в союз 22 отдельных полисов.
Во время Греко-персидских войн Фокида одной из первых примкнула к антиперсидской коалиции.

### Соперничество за Дельфы
После Первой Священной войны Дельфы оставались свободным городом, находящимся под покровительством амфиктионов и неподвластным Фокиде. В классическую эпоху, когда во время Греко-персидских войн росло могущество Афин, фокидяне, стремясь получить господство в Дельфах, выступили как союзники афинян. Этому способствовало то, что фокидяне соперничали с соседними дорийцами, поддержанными Спартой. В 458/7 г. фокидяне сделали попытку захватить Дориду, однако на помощь дорийцам явилось сильное спартанское войско, и фокидяне были вынуждены отказаться от захваченных территорий. После победы афинян в битве при Энофитах фокидяне присоединились к ним и с их помощью овладели Дельфами. Однако в 449 г. до н. э. спартанцы изгнали фокидян из Дельф. В сражении при Коронее фокидяне сами выступили против бывших союзников-афинян, и с поражением Афин лишились надежд на господство в Дельфах. Несмотря на это, фокидяне оставались союзниками Спарты во время Пелопоннесской войны.

### Борьба с Фивами
После окончания Пелопоннесской войны Фокидский союз продолжал оставаться союзником Спарты и оказал ей содействие в Коринфской войне. Эта война началась со вторжения фокидян в Локриду и ответного похода беотийцев в Фокиду. Фокидяне обратились к Спарте, и спартанцы, получив предлог для войны с Фивами, объявили мобилизацию и начали войну с Фивами. В начальный период боевых действий Коринфской войны спартанцы потерпели поражение, вскоре и Фокида была вынуждена признать себя побеждённой.
В период возвышения Фив после битвы при Левктрах, когда рухнула спартанская гегемония, фокидяне были вынуждены были подчиниться Фивам, вступить с ними в союз и участвовать в фиванских походах в Пелопоннес (370—366 гг. до н. э.). В отличие от патронажа Афин и Спарты, фиванцы стремились политически подчинить фокидян. Это не могло не вызвать их стремления сохранить свою независимость. В 362 г. до н. э. они отказались выступить вместе с Эпаминондом на Пелопоннес, а после его гибели в битве при Мантинее, когда резко упала мощь фиванцев, фокидяне окончательно отделились от них и вступили с ними в соперничество за Дельфы.
Имея значительный вес в Дельфийской амфиктионии, фиванцы применили санкции против своих противников. Они выдвинули обвинение против Астикрата, главы фокидской партии в Дельфах, и добились его изгнания. Далее последовало обвинение ряду влиятельных фокидских граждан в святотатстве — возделывании посвящённой богу земли, которые были приговорены к большому штрафу.
Это решение амфиктионов, инспирированное фиванцами и фессалийцами, вызвало гнев в Фокиде несоразмерностью проступка и наказания. На общем собрании Фокидского союза знатный гражданин Филомел резко выступал против решения амфиктионов и призвал снова установить контроль над Дельфами на основании древних прав и привилегий фокидян на Дельфы. Союзное собрание признало незаконным решение амфиктионов, высказалось за войну, избрало Филомела стратегом-автократором (356 г. до н. э.), а его заместителем — Ономарха.

### Третья Священная война
Период Третьей Священной войны был вершиной могущества фокидян и одновременно — его крахом.

#### Правление Филомела. Начало войны
Филомел, придя к власти, начал решительные приготовления к неизбежной войне. Он внёс 15 талантов на военные цели, заручился поддержкой спартанского царя Архидама III и его взносом в 15 талантов, приступил к набору фокидского войска и к вербовке наёмников. С большой армией летом 356 г. до н. э. он вторгся в Дельфы и без труда захватил их.
Фивы немедленно объявили фокидянам войну. Филомел разослал послов во многие государства Греции, прося поддержки против фиванцев. В результате Афины, Спарта, Коринф и некоторые другие полисы не только поддержали фокидян, но и вступили с ними в военный союз. Таким образом, локальный инцидент в нервной обстановке Греции IV века до н. э. вылился в общегреческий конфликт.
Филомел обнёс Дельфы стеной, произвёл новый набор граждан в фокидское войско и в полтора раза увеличил жалованье наёмникам, для их привлечения со всей Греции. Для столь широкомасштабных военных приготовлений собственных средств фокидян и чрезвычайного налога на богатых дельфийцев оказалось недостаточно, и Филомел посягнул на имущество Дельфийского храма, составлявшее более 10 тыс. талантов.
Несмотря на то, что это посягательство было оформлено как заём, оно привело к тому, что на осенном собрании амфиктионов под давлением беотийцев и их союзников фокидянам была объявлена Священная война.
Филомел первым начал военные действия. Не дожидаясь помощи спартанцев и афинян, занятых своими проблемами, он вторгся в Локриду. Разбив локров и передовой отряд беотийцев в конном сражении, он ударил по 6-тысячному фессалийскому отряду, но не смог оттеснить его обратно.
В Локриду вступили главные войска беотийцев, достигшие 13 тыс. человек. Филомел, на помощь которому прибыло всего лишь 1,5 тыс. ахейцев, был вынужден отступить. Во время маневрирования войсками для предотвращения вторжения противника в саму Фокиду, Филомел был вынужден сразиться с врагом в невыгодных обстоятельствах, в битве при Неоне потерпел поражение и покончил с собой, бросившись со скалы. Его преемник Ономарх отвёл остатки войск в Фокиду, но беотийцы, также понёсшие значительные потери, отказались от преследования.

#### Правление Ономарха. Вмешательство Македонии
Ономарх подтвердил свои полномочия на фокидском народном собрании, добился решения о продолжении войны и подверг жестоким гонениям своих политических противников в Фокиде. Начав рассматривать сокровища Дельф как народное достояние, из дельфийского золота и серебра он начал чеканить монеты со своим именем вместо имени фокидской общины, а медь и железо пустил на изготовление оружия. Также он набрал большую армию в 20 тыс. наёмников.
Ономарх проводил также энергичную дипломатическую подготовку. На деньги храма он широко использовал подкуп (например, спартанского царя Архидама и ферских тиранов в Фессалии), заручаясь помощью союзников и нейтрализуя противников.
Весной 354 г. до н. э. Ономарх возобновил войну в Локриде, захватив Фроний и продав всех его жителей в рабство, а также поставил под свой контроль проход из Средней Греции в Северную. Заручившись покорностью западных локров, Ономарх подверг разгрому Дориду. Далее последовало вторжение в Беотию, где он занял Орхомен, но потерпел неудачу у Херонеи. Кроме того, Ономарх был вынужден направить часть сил (7 тыс. воинов) в Фессалию, в дела которой вмешался македонский царь Филипп II. В сражении с македонянами брат Ономарха Фаилл потерпел поражение, и тогда в Фессалию направился сам Ономарх со всем войском. В двух сражениях он разбил объединённые войска македонян и фессалийцев, заставив Филиппа отступить.
Фессалия оказалась под контролем Фокидского союза, неожиданно превратившегося в крупную державу Греции. В 353 г. до н. э. в Дельфах после перерыва в несколько лет состоялось новое собрание амфиктионов, что подтверждало высокое положение Фокиды. Снова вторгшись в Беотию, Ономарх занял Коронею, Корсий и Тилфоссей, отторгнув весь запад Беотии.
Беотийский союз оказался под угрозой разгрома, но в греческие дела снова вмешался Филипп. Его наступление на Фессалию вынудило Ономарха поспешить на север на помощь своим фессалийским сторонникам. Между Фермопилами и Ферами, на Крокусовом поле на побережье Пагасейского залива, в сражении между македонянами (20 тыс. пехоты, 3 тыс. конницы) и фокидянами (20 тыс. пехоты, 500 конницы) Ономарх был разбит и погиб в бою. Фокидяне потеряли 6 тыс. человек, павших в бою либо при попытке доплыть до афинских кораблей. Три тысячи пленных фокидских воинов как святотатцы были утоплены в море, а тело Ономарха было приколочено к кресту.

#### Правление Фаилла
Крупное поражение на Крокусовом поле было переломным моментом войны, которая отнюдь не была закончена, хотя фокидяне потеряли почти всю Фессалию, Северную и Западную Локриду. Фаилл, брат Ономарха, наследовал его должность и продолжил его политику. Он продолжил в самых широких масштабах использовать дельфийские сокровища; набирая наёмников, он поднял им жалование вдвое.
Беотийцы тем временем перешли в наступление, победив Фаилла в ряде сражений под Орхоменом, у Кефиса и при Коронее. Однако фокидяне смогли удержать за собой Западную Беотию. Филипп II попытался закрепить успех в Средней Греции, но столкнулся с решительным противодействием других полисов Греции. Тысяча спартанцев, две тысячи ахейцев и пять тысяч афинян с флотом пришли на помощь войскам Фаилла и отрядам ферских тиранов, заперев Фермопилы и не пропустив македонян на юг.
Фаилл в 353/352 гг. до н. э. продолжал наращивать силы и вскоре восстановил свою мощь до такой степени, что смог отправить на помощь Спарте 3-тысячный отряд на войну с Мегалополем. Воспользовавшись тем, что и фиванцы отправили войска к Мегалополю, Фаилл снова захватил почти всю Северную Локриду, кроме городка Нарик.
При ответном вторжении беотийцев в Фокиду Фаилл в сражении потерпел поражение у Аб и не смог противостоять опустошению фокидских земель, но затем догнал их около Нарика и здесь их разбил. Сам Нарик был взят штурмом и разрушен.
Фаилл вскоре заболел и умер, оставив власть сыну Ономарха — малолетнему Фалеку, и регенту Мнасею, однако тот погиб в Беотии. Фалек со второй попытки ворвался в Херонею, но не смог её удержать. Беотийцы в свою очередь снова вторглись в Фокиду и разграбили несколько её городков.

#### Правление Фалека. Кризис власти
Война с переменным успехом продолжалась в 349—348 гг. до н. э. Фокида и Беотия были опустошены взаимными вторжениями, дельфийская сокровищница начала истощаться. Кроме того, недальновидно поддержав противников Афин во время их восстания на Эвбее, Фалек окончательно испортил отношения с афинянами и лишился их поддержки.
Беотийцы, измотанные тяжёлой войной, обратились к Филиппу, поначалу оказавшему им незначительную помощь. Фалек вскоре был смещён с поста стратега, чему способствовали окончательное исчерпание дельфийских сокровищ и новые поражения от беотийцев. В стратеги были избраны Динократ, Каллий и Софан. Они провели строгое расследование хищений казны, казнив несколько виновных, в том числе и среди сторонников Фалека.

#### Разгром македонянами
Одновременно новое фокидское руководство попыталось снова заручиться поддержкой Спарты и Афин, предложив им занять города Фроний, Альпон и Никею, примыкающие к Фермопильскому проходу и контролировавшиеся фокидянами с 354 г. до н. э. Афины сами были измотаны войной с Филиппом, тянувшейся с 356 г. до н. э., стремились к миру с Македонией и не доверяли авантюристическому руководству Фокидского союза. Тем не менее, они снарядили флот в 50 триер и народное ополчение под командованием Проксена. Спартанцы тоже выступили в Фокиду с отрядом в тысячу гоплитов под командованием царя Архидама.
Однако события в Фокиде приобрели совершенно неожиданный поворот. Фалек снова захватил власть, арестовал фокидских послов, вернувшихся из Афин, а афинские и спартанские войска, явившиеся на помощь фокидянам и способные снова запереть Фермопилы от вторжения македонян, были вынуждены уйти ни с чем. Такое развитие событий привело к тому, что Афины начали переговоры с Филиппом и в 346 г. до н. э. заключили с ним Филократов мир. В мирном договоре Фокиде и союзному ему городу Галос в Фессалии места не нашлось. Это решило судьбу фокидян.
Фалек начал переговоры с Филиппом вскоре после заключения Филократова мира. Он сдал Филиппу все укреплённые пункты у Фермопил, оговорив для себя и своих наёмников право беспрепятственно уйти на Пелопоннес (в Коринф). В итоге Фокидский союз остался без войска, руководства, союзников и средств продолжать войну и был вынужден сдаться Филиппу.
Македонский царь в борьбе с фокидянами показал себя как защитник Дельфийской амфиктионии. Согласно решению амфиктионов, большинство фокидян сохранили жизнь, свободу и имущество, кроме тех, кого признали святотатцами и изгнали из Фокиды. Однако фокидяне должны были вернуть соседям захваченные ими территории в Локриде и Беотии, а также выплачивать репарации по 60 талантов в год Дельфийскому святилищу. Государство было разоружено — оружие фокидских наёмников было разбито о скалы и сожжено, кони — проданы. Впредь фокидянам запрещалось приобретать оружие и лошадей до тех пор, пока не будет выплачен долг Дельфийскому храму.
Укреплённые города Фокиды должны были быть разрушены, а население расселялось по деревням, причём каждая деревня должна была состоять не более чем из 50 домов, а расстояние между деревнями не должно было быть меньше 1 стадия. В стране размещались македонские и беотийские гарнизоны. Фокидяне лишились участия в Совете амфиктионов и доступа в Дельфийское святилище, а два отобранных у них голоса были переданы Филиппу. По специальному решению амфиктионов на македонского царя вместе с фессалийцами и беотийцами возлагалась обязанность подготовки и проведения Пифийских празднеств. Это фактически означало закрепление за Филиппом руководящей роли в Амфиктионии. Этим решением было навсегда покончено с притязаниями фокидян на руководство в Дельфах и в Амфиктионии. Фокидское государство было растоптано, но выиграли не беотийцы и их союзники, а македонский царь, который сначала взял под контроль Фессалию, а теперь занял крепкие позиции и в Средней Греции.

#### Возрождение союза
Чрезвычайные меры, принятые к Фокиде, продолжались вплоть до 339/338 гг. до н. э. в преддверии уже очевидного военного столкновения Филиппа с греческими государствами. Стремясь заручиться поддержкой Фокиды, обе стороны назревающего конфликта предприняли меры к её восстановлению. Филипп в северных районах, а афиняне и беотийцы в южных начали восстановление фокидских городов и возрождение политической жизни и государственности Фокидского союза. Со своей стороны Филипп снизил им размер ежегодной контрибуции с 60 до 10 талантов.
Фокидский союз был восстановлен, его войска на стороне греков участвовали в битве при Херонее (338 г. до н. э.). Оставшись враждебными Фивам, фокидяне приняли участие в разгроме Александром Фив в 335 г. до н. э.
После смерти Александра Фокидский союз воевал в составе антимакедонской коалиции в Ламийской войне под Ламией и при Кранноне против Антипатра.

### Период эллинизма
В эллинистический период Фокидский союз отличился в войне против вторгшихся в Грецию галатов. За доблесть в обороне Дельф в 279 г. до н. э. фокидяне вернулись в Дельфийскую амфиктионию.
После 280 г. до н. э. Фокидский союз вошёл в состав Этолийского союза, хотя и не растворился в нём полностью. После организации Македонией Эллинского союза фокидяне отпали от этолийцев и примкнули к новой коалиции.
Во время Ахейской войны фокидяне вместе с Локридой, Беотией и Эвбеей поддержали ахейцев против Рима.

### Римский период
После разгрома Ахейского союза римлянами в 146 г. до н. э. Фокидский союз, как и все греческие объединения, был распущен. Однако он вскоре был восстановлен римским сенатом. Существовало общефокейское собрание (Φωκικοσ συλλογοσ), куда отдельные города посылали своих представителей. О существовании фокидского объединения упоминается во времена Павсания (вторая половина II в. н. э.).